# Sympiesis punctifrons
Sympiesis punctifrons är en stekelart som först beskrevs av Thomson 1878.  Sympiesis punctifrons ingår i släktet Sympiesis och familjen finglanssteklar. Arten är reproducerande i Sverige. Inga underarter finns listade i Catalogue of Life.